# Манзіні Вондерерз

Футбольний клуб «Манзіні Вондерерз» або просто Манзі́ні Вондерерз (англ. Manzini Wanderers Football Club) — свазілендський футбольний клуб, який базується у місті Манзіні.

## Історія
Манзіні Вондерерз був заснований в 1957 році в місті Манзіні, і є однією з найстаріших команд в Королівстві Свазіленд. Клуб здобув 6 титулів переможця національного чемпіонату і ще 10 титулів переможця кубків, в тому числі Кубку Свазіленду та 3 Благодійних кубки.
На міжнародному рівні команда взяла участь у 4-х континентальних кубках, але жодного разу так і не змогла подолати перший раунд.

## Досягнення
- Свазілендська МТН Прем'єр-ліга:
  -  Чемпіон (6): 1983, 1985, 1987, 1999, 2002, 2003
  -  Срібний призер (3): 1992, 2000/01, 2010/11
  -  Бронзовий призер (2): 1995, 2013/14

- Кубок Свазіленду з футболу‎:
  -  Володар (1): 1984
  -  Фіналіст (2): 2009, 2015

- Благодійний Кубок Свазіленду:
  -  Володар (3): 2002, 2003, 2005
  -  Фіналіст (4): 1993, 2007, 2010, 2011

- Свазілендський кубок Торгової палати:
  -  Володар (6): 1984, 1985, 1986, 1993, 1996, 2000
  -  Фіналіст (1): 2002

## Статистика виступів на континентальних турнірах
| Сезон | Турнір                       | Раунд      | Клуб                 | Вдома | На виїзді | Загалом |
| ----- | ---------------------------- | ---------- | -------------------- | ----- | --------- | ------- |
| 1984  | Кубок африканських чемпіонів | Попередній | Дешпортіву ді Мапуту | 0-1   | 1-1       | 1-2     |
| 1985  | Кубок володарів кубків КАФ   | 1          | Муфуліра Вондерерз   | 0-0   | 0-2       | 0-2     |
| 1986  | Кубок африканських чемпіонів | Попередній | АС Сотема            | 1-3   | 2-3       | 3-6     |
| 1988  | Кубок африканських чемпіонів | Попередній | Тоуншип Роллерз      | 2-0   | 4-1       | 6-1     |
| 1988  | Кубок африканських чемпіонів | 1          | Наківубо Вілла       | 1-4   | 1-1       | 2-5     |